# Collegio plurinominale Liguria - 01 (Camera dei deputati 2020)
Il collegio elettorale plurinominale Liguria - 01 è un collegio elettorale plurinominale della Repubblica italiana per l'elezione della Camera dei deputati.

## Territorio
Come previsto dalla legge n. 51 del 27 maggio 2019, il collegio è stato definito tramite decreto legislativo all'interno della Circoscrizione Liguria.
Il collegio comprende l'intera circoscrizione cioè tutti e quattro i collegi uninominali Liguria - 01 (Savona), Liguria - 02 (Genova Ponente), Liguria - 03 (Genova Centro Est) e Liguria - 04 (La Spezia).

## XIX legislatura

### Risultati elettorali
|                               | Fratelli d'Italia                                       | 178 198   | 24,26 | 2 | 309 034 | 42,08 | 3 |  |  |
|                               | Lega per Salvini Premier                                | 68 143    | 9,28  | 1 | 309 034 | 42,08 | 3 |  |  |
|                               | Forza Italia                                            | 47 135    | 6,42  | – | 309 034 | 42,08 | 3 |  |  |
|                               | Noi Moderati                                            | 15 558    | 2,12  | – | 309 034 | 42,08 | 3 |  |  |
|                               | Partito Democratico - Italia Democratica e Progressista | 166 505   | 22,67 | 2 | 226 805 | 30,88 | 1 |  |  |
|                               | Alleanza Verdi e Sinistra                               | 32 116    | 4,37  | – | 226 805 | 30,88 | 1 |  |  |
|                               | +Europa                                                 | 24 716    | 3,37  | – | 226 805 | 30,88 | 1 |  |  |
|                               | Impegno Civico – Centro Democratico                     | 3 468     | 0,47  | – | 226 805 | 30,88 | 1 |  |  |
|                               | Movimento 5 Stelle                                      | 93 568    | 12,74 | 1 | 93 568  | 12,74 | – |  |  |
|                               | Azione - Italia Viva                                    | 54 154    | 7,37  | – | 54 154  | 7,37  | – |  |  |
|                               | Italexit                                                | 19 117    | 2,60  | – | 19 117  | 2,60  | – |  |  |
|                               | Unione Popolare                                         | 12 801    | 1,74  | – | 12 801  | 1,74  | – |  |  |
|                               | Italia Sovrana e Popolare                               | 12 053    | 1,64  | – | 12 053  | 1,64  | – |  |  |
|                               | Vita                                                    | 6 202     | 0,84  | – | 6 202   | 0,84  | – |  |  |
|                               | Noi di Centro – Europeisti                              | 729       | 0,10  | – | 729     | 0,10  | – |  |  |
| Totale                        | Totale                                                  | 734 463   | 100   | 6 | 734 463 | 100   | 4 |  |  |
| Elettori                      | Elettori                                                | 1 195 266 |       |   |         |       |   |  |  |
|                               |                                                         |           |       |   |         |       |   |  |  |
| Data: 25 settembre 2022       |                                                         |           |       |   |         |       |   |  |  |
| Fonte: Ministero dell'interno |                                                         |           |       |   |         |       |   |  |  |

### Eletti

#### Eletti nei collegi uninominali
Eletti nella coalizione di centro-destra (FdI - Lega - FI - NM)
     Eletti nella coalizione di centro-sinistra (PD-IDP - AVS - +E - IC-CD)
| Collegio uninominale | Eletto | Eletto           | Partito      |
| -------------------- | ------ | ---------------- | ------------ |
| 1. Savona            |        | Edoardo Rixi     | Lega         |
| 2. Genova Ponente    |        | Ilaria Cavo      | Cambiamo!    |
| 3. Genova Centro Est |        | Luca Pastorino   | èViva        |
| 4. La Spezia         |        | Roberto Bagnasco | Forza Italia |

1. ↑  Dal 2023 Partito Democratico

#### Eletti nella quota proporzionale
| Fratelli d'Italia                | Partito Democratico-IDP       | Movimento 5 Stelle | Lega               |
| -------------------------------- | ----------------------------- | ------------------ | ------------------ |
|                                  |                               |                    |                    |
| Maria Grazia Frijia Matteo Rosso | Valentina Ghio Andrea Orlando | Roberto Traversi   | Francesco Bruzzone |

1. ↑  Dimissionario in data 07.01.2025. Lo stesso giorno gli subentra Alberto Pandolfo.